# Rozzano
Rozzano est une ville italienne d'environ 40 000 habitants située dans la ville métropolitaine de Milan, en Lombardie, à environ 9 km au sud de Milan.

## Religion
L'ancien curé de Rozzano, Mauro Galli, accusé d'agressions sexuelles en décembre 2011, sur un garçon âgé de 15 ans à l’époque, est condamné,.

## Administration
| Période                                  | Période  | Identité               | Étiquette | Qualité |
| ---------------------------------------- | -------- | ---------------------- | --------- | ------- |
| 14/06/2004                               | En cours | Rocco Massimo D'Avolio |           |         |
| Les données manquantes sont à compléter. |          |                        |           |         |

### Frazione
Quinto de' Stampi, Valleambrosia, Pontesesto, Cassino Scanasio.

### Communes limitrophes
Milan, Assago, Zibido San Giacomo, Opera, Pieve Emanuele, Basiglio.